# Phil Daniels

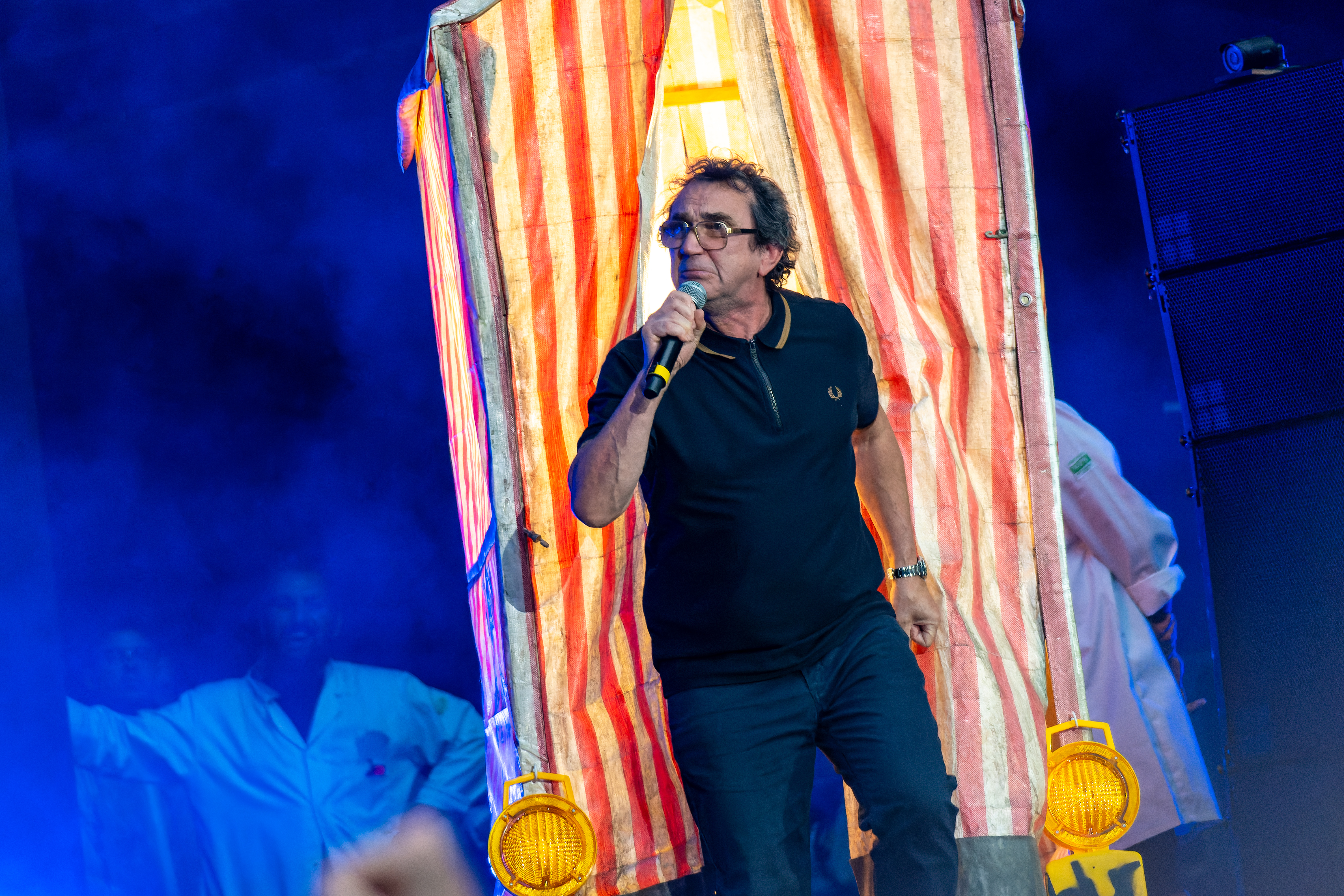
Phil Daniels, 2023

Phil William Daniels (* 25. Oktober 1958 in London) ist ein britischer Schauspieler.

## Leben und Karriere
Daniels wurde im Londoner Stadtteil Islington geboren und wuchs in Kings Cross auf. Seine erste Filmrolle erhielt er 1976 in Bugsy Malone. Es folgten u. a. Auftritte in Alan Clarkes Film Scum oder in der ITV-Serie Raven. 1979 spielte er die Hauptrolle in Quadrophenia, der Verfilmung des gleichnamigen Konzeptalbums von The Who. Es ist bis heute Daniels wohl bekannteste Filmrolle. Ende der 70er Jahre war er auch als Musiker aktiv und veröffentlichte 1979 mit Peter Hugo Daly als New-Wave-Band The Cross die LP Phil Daniels + The Cross. Er setzte danach aber auch seine Schauspielerkarriere fort und spielte so etwa 1981 den Puck im Sommernachtstraum für das Programm der BBC und weitere Rollen als Mitglied der Royal Shakespeare Company. Des Weiteren war er im Horrorfilm Die Braut, im Musical Billy the Kid and the Green Baize Vampire und in diversen Theaterrollen zu sehen. 1994 übernahm er den Sprechpart in dem Lied Parklife der Band Blur und tritt seitdem auch immer wieder zusammen als Gast mit den Musikern auf. Im Jahr 2000 synchronisierte er die Rolle des Fetcher im Animationsfilm Chicken Run – Hennen rennen. 2015 übernahm er eine Rolle in Les Misérables.
Daniels hat eine Tochter. Er ist Fan des FC Chelsea und veröffentlicht einen wöchentlichen Podcast zum Verein.

## Filmografie (Auswahl)
- 1976: Bugsy Malone
- 1977: Scum (Fernsehserie)
- 1977: Raven (Fernsehserie)
- 1979: Quadrophenia
- 1981: Ein Sommernachtstraum (Theaterstück)
- 1982: Erinnerungen an Lord Nelson (I Remember Nelson; Fernsehserie, 1 Folge)
- 1985: Die Braut (The Bride)
- 1985: Billy the Kid and the Green Baize Vampire (Musical)
- 1998: Still Crazy
- 2000: Gimme Gimme Gimme (Fernsehserie)
- 2000: Chicken Run – Hennen rennen (Sprecherrolle)
- 2004: Waking the Dead – Im Auftrag der Toten (Waking the Dead; Fernsehserie, 2 Folgen)
- 2006–2008: EastEnders (Fernsehserie, 208 Folgen)
- 2008: Freebird
- 2008: Would I Lie to You?
- 2009: Misfits (Fernsehserie)
- 2009: Auf doppelter Spur (Agatha Christie’s Poirot; Fernsehserie, Folge: The Clocks)
- 2009, 2010: New Tricks – Die Krimispezialisten (New Tricks; Fernsehserie, 2 Folgen)
- 2010: Inspector Barnaby (Midsomer Murders; Fernsehserie, 1 Folge)
- 2012: Vinyl
- 2015: Les Misérables (Theaterstück)
- 2018: Der junge Inspektor Morse (Endeavour; Fernsehserie, 2 Folgen)
- 2020: Call the Midwife – Ruf des Lebens (Call the Midwife; Fernsehserie, 1 Folge)
- 2022: House of the Dragon (Fernsehserie)